# 埋蔵文化財センター (横浜市)
埋蔵文化財センター（まいぞうぶんかざいセンター）は神奈川県横浜市の公益財団法人横浜市ふるさと歴史財団に所属する団体。いわゆる埋蔵文化財センターの1つ。市内の遺跡（埋蔵文化財包蔵地）の発掘調査と出土品の整理作業・発掘調査報告書刊行等を行なっている。

## 概要

### 呼称
正式名称は「公益財団法人横浜市ふるさと歴史財団埋蔵文化財センター」だが、非常に長いため所属職員からは「まいぶんセンター」の愛称で呼ばれているという。なお、埋蔵文化財センターという機関は、全国各地の多数の地方自治体にある。

### 設立背景
横浜市内では、高度経済成長期以降、都市の拡大に伴い大規模開発が市内各地で行われるようになり、未開発の土地にある数多くの遺跡（周知の埋蔵文化財包蔵地）が破壊の危機に瀕するようになった。
1965年（昭和40年）に発表された港北ニュータウン開発事業は、現在の都筑区（当時の緑区・港北区）内の総面積2530ha（2530万m2）もの里山地帯を、30万人規模のニュータウンにすべく開発・造成する一大事業であったが、開発区域内には268箇所にものぼる遺跡が広がっていた（港北ニュータウン遺跡群）。これらの遺跡を、開発に先立って発掘調査するため1969年（昭和44年）に「横浜市埋蔵文化財調査委員会」が発足し、実働部隊の遺跡調査会「港北ニュータウン埋蔵文化財調査団」が1970年（昭和45年）から発掘調査を開始した。
その後20年近くに及んだ港北ニュータウン遺跡群の発掘調査は1989年（平成元年）6月に全て完了し、同委員会は解散することになったが、この調査は次々に進む開発工事に対応するために現場の発掘作業を優先的に進め、整理作業を後回しにするという方針がとられたため、全調査完了後には、約2万箱の出土遺物と2万枚の遺構調査図面、25万枚にのぼる記録写真等の膨大な資料が未整理・未報告の状態で残された。
これらの整理作業を引き継ぐ機関として、1989年（平成元年）の同委員会解散時に「横浜市埋蔵文化財センター」が発足した。さらに1992年（平成4年）の公益財団法人横浜市ふるさと歴史財団発足によりその所属機関となり、「公益財団法人横浜市ふるさと歴史財団埋蔵文化財センター」と改称された。

### 業務・活動
埋蔵文化財センターはこれら港北ニュータウン遺跡群の遺物や遺構を整理し、その成果を順々に報告・公開している。
また、現在横浜市内で行なわれている発掘調査のうち、学校建設や道路・鉄道事業など、公共事業に伴って失われる埋蔵文化財の発掘調査を実施している。
この他、広報紙『埋文よこはま』の発行や遺跡見学会・展示会への遺物の貸し出し、講師の派遣など、普及啓発にかかわる業務も行なっている。
センター内には出土品展示室がある。また、整理作業中の遺物の一部を見ることができる。

## 刊行物
- 『埋文よこはま』：横浜市内の遺跡や発掘調査など、考古学的な事柄について一般向けに紹介する広報誌。無料。バックナンバーはPDFファイルでダウンロード可能。